# Ove Bengtson
Ove Nils Bengtson (* 5. April 1945 in Danderyd) ist ein ehemaliger schwedischer Tennisspieler.

## Karriere
Zu Ove Bengtsons größten Erfolgen vor Beginn der Open Era gehörte der Halbfinaleinzug in Helsinki 1966, wo er dem US-Amerikaner Dennis Ralston unterlag. Im Jahr 1969 hatte er seine Halbfinalpartien in San Juan gegen Charlie Pasarell, in Houston gegen Rafael Osuna und in Dallas gegen Stan Smith verloren, bevor er in Beckenham zum ersten Mal ein Finale erreichte, in dem er sich gegen Tom Gorman durchsetzte. Dies blieb sein einziges Einzelfinale seiner Karriere.
Bessere Ergebnisse zeigten sich bei Bengtson im Doppel. Im Jahr 1969 erreichte er an der Seite des Brasilianers Thomaz Koch im Londoner Queen’s Club das Finale, in welchem sie gegen Owen Davidson und Dennis Ralston verloren. 1972 kam er zum ersten Mal gemeinsam mit Björn Borg in ein Doppelfinale im US-amerikanischen Albany, in welchem sie eine Niederlage gegen Bob Hewitt und Frew McMillan kassierten. Im Folgejahr kam Bengtson gemeinsam mit Jim McManus in drei Finalrunden, wobei sie in St. Louis und Eastbourne die Titel gewinnen konnten. 1974 und 1975 folgten vier Finalteilnahmen erneut an der Seite von Borg; sie entschieden die Titel von Bologna, London und Båstad für sich.
Bengtson trat zwischen 1967 und 1979 in 29 Begegnungen für die Schwedische Davis-Cup-Mannschaft an. Bei 50 Matches holte er 22 Siege. Sein größter Erfolg war der Gewinn des Davis Cup 1975, wobei er im Finale zwar seine beiden Einzelpartien gegen Jan Kodeš und Jiří Hřebec verlor, aber an der Seite von Björn Borg die Doppelpartie gewann.

## Erfolge
| Legende                  |
| Grand Slam               |
| Saisonendveranstaltungen |
| Open-Era-Turniere (6)    |

| Titel nach Belag |
| Hartplatz (1)    |
| Rasen (2)        |
| Sand (1)         |
| Teppich (2)      |

### Einzel

#### Turniersiege
| Nr. | Datum         | Turnier   | Belag | Finalgegner | Ergebnis |
| --- | ------------- | --------- | ----- | ----------- | -------- |
| 1.  | 14. Juni 1969 | Beckenham | Rasen | Tom Gorman  | 6:4, 7:5 |

### Doppel

#### Turniersiege
| Nr. | Datum            | Turnier    | Belag       | Partner     | Finalgegner                 | Ergebnis                |
| --- | ---------------- | ---------- | ----------- | ----------- | --------------------------- | ----------------------- |
| 1.  | 1. April 1973    | St. Louis  | Teppich (i) | Jim McManus | Terry Addison Colin Dibley  | 6:2, 7:5                |
| 2.  | 23. Juni 1973    | Eastbourne | Rasen       | Jim McManus | Manuel Orantes Ion Țiriac   | 6:4, 4:6, 7:5           |
| 3.  | 17. Februar 1974 | Bologna    | Teppich (i) | Björn Borg  | Arthur Ashe Roscoe Tanner   | 6:4, 5:7, 4:6, 7:6, 6:2 |
| 4.  | 23. Februar 1974 | London     | Hartplatz   | Björn Borg  | Mark Farrell John Lloyd     | 7:6, 6:3                |
| 5.  | 13. Juli 1975    | Båstad     | Sand        | Björn Borg  | Juan Gisbert Manuel Orantes | 7:63, 7:5               |

#### Finalteilnahmen
| Nr. | Datum              | Turnier      | Belag     | Partner     | Finalgegner                      | Ergebnis      |
| --- | ------------------ | ------------ | --------- | ----------- | -------------------------------- | ------------- |
| 1.  | 16. Juni 1969      | Queen’s Club | Rasen     | Thomaz Koch | Owen Davidson Dennis Ralston     | 6:8, 3:6      |
| 2.  | 1. Oktober 1972    | Albany       | Teppich   | Björn Borg  | Bob Hewitt Frew McMillan         | 2:6, 6:2, 2:6 |
| 3.  | 30. September 1973 | Alamo        | Hartplatz | Jim McManus | Roy Emerson Stan Smith           | 2:6, 1:6      |
| 4.  | 14. Juli 1974      | Båstad       | Sand      | Björn Borg  | Paolo Bertolucci Adriano Panatta | 6:3, 2:6, 4:6 |